# Émeute Maurice Richard

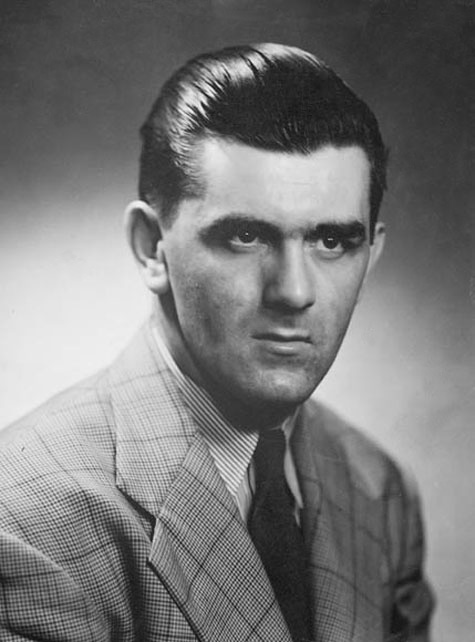
Maurice Richard, le joueur à l'origine de l'émeute.

L'Émeute Maurice Richard, également appelée émeute du Forum, est une émeute qui s'est déroulée le 17 mars 1955. Elle s'est passée après un match au cours duquel Maurice Richard, joueur des Canadiens de Montréal, a frappé un juge de ligne et par la suite a été suspendu pour le reste de la saison 1954-1955 de la Ligue nationale de hockey et les séries éliminatoires de la Coupe Stanley.

## L'incident
Le 13 mars 1955, dans la patinoire des Bruins de Boston, le Boston Garden, Maurice Richard, joueur des Canadiens de Montréal, en vient aux mains avec Hal Laycoe, joueur de l'équipe adverse. Après quinze minutes et onze secondes de jeu de la troisième période, Laycoe met un coup de crosse sur la tête de Maurice. Un juge de ligne, Cliff Thompson, tente à trois reprises de maîtriser Richard, mais il ne parvient qu'à immobiliser le joueur québécois alors que Laycoe en profite pour lui taper dessus. Énervé, Richard se retourne et frappe le juge qui le maintient dans une position dangereuse. Il reçoit alors une pénalité de match par l'arbitre principal du match, Frank Joseph Udvari, ainsi qu'une suspension pour la fin de la saison et pour tous les matchs des séries ; Laycoe quant à lui est blanchi de toute sanction. Les partisans des Canadiens ressentent cette sanction comme une injustice flagrante alors que la franchise de Montréal est à la lutte pour le titre de champion de la saison régulière avec les Red Wings de Détroit et avec seulement deux points d'avance sur ces derniers.

## L'émeute

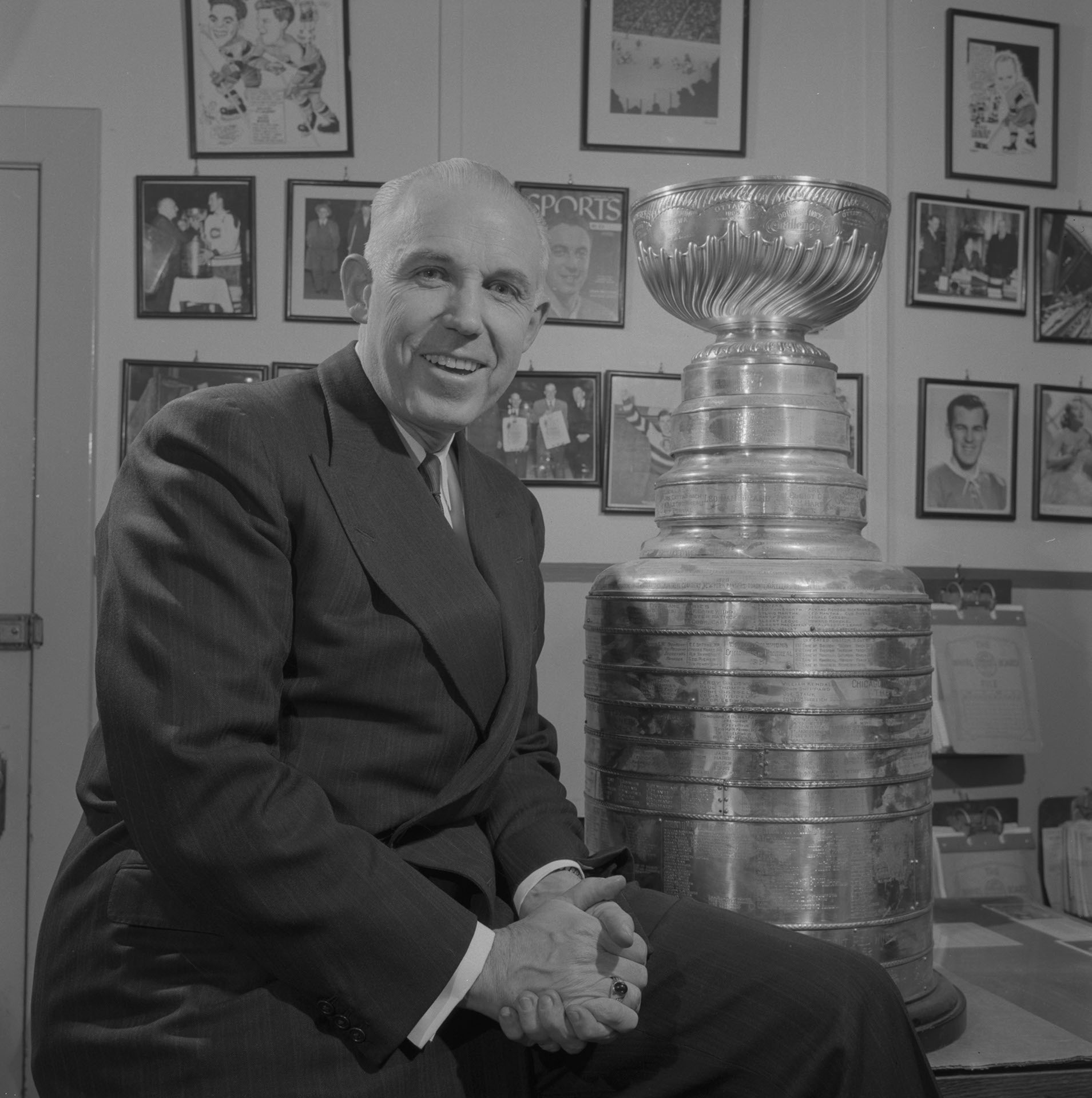
Clarence Campbell, ex-commissaire de la LNH.

Le match suivant du calendrier des Canadiens a lieu le 17 mars 1955 au Forum de Montréal contre les Red Wings. La police de Montréal déconseille alors au président de la LNH, Clarence Campbell, de se rendre au match tellement la foule est remontée contre lui. En effet, des milliers de Montréalais se dirigent vers le Forum, certains pour assister à la rencontre et d'autres pour manifester à l'extérieur de la salle. Campbell fait fi des conseils de la police et se rend au match accompagné de son épouse, sous les huées du public. Alors que les Red Wings mènent 4-1, les spectateurs du match jettent tout ce qu'ils peuvent en direction de Campbell puis sur sa femme. Le président est physiquement agressé par des mécontents et finalement une bombe artisanale explose sur la glace, forçant l'évacuation de la salle. L'émeute explose alors dans le Forum puis se propage dans les rues de la ville. Cette émeute est considérée par plusieurs comme le début de la Révolution tranquille au Québec,. Les dégâts de l'émeute s'élèvent à plus de 100 000 dollars canadiens alors que les environs de la patinoire sont saccagés et que six heures sont nécessaires à la police pour rétablir le calme.
Maurice Richard doit intervenir en personne le lendemain sur les ondes pour lancer un appel au calme. Il déclare alors qu'il accepte sa punition et que la situation doit revenir au beau fixe afin que tout le monde se concentre sur le titre de champion de la saison régulière et sur la Coupe Stanley. Finalement, les Red Wings remportent le match par forfait des Canadiens et par la suite le titre de champion de la saison, puis la Coupe Stanley.

## Répercussions
- L'émeute est considérée par certains comme l'élément déclencheur de la Révolution tranquille[7],[8].
- Elle est un événement important dans l'histoire des Canadiens de Montréal.
- Cette suspension a privé Maurice Richard de son unique occasion en carrière d'obtenir le titre de meilleur pointeur de l'année. Bernard Geoffrion, également des Canadiens, et qui jouera les dernières joutes alors que Richard est suspendu, marque autant de buts que Richard, mais le bat d'une aide.